# ぐるりよざ
交響詩『吹奏楽のための交響詩 ぐるりよざ』は、伊藤康英が作曲した吹奏楽曲および管弦楽曲である。

## 吹奏楽版
正式名称は「吹奏楽のための交響詩『ぐるりよざ』」。1989年から1990年にかけて、海上自衛隊佐世保音楽隊の岩下章二の委嘱により作曲された。
作曲者は、鎖国時代の長崎の隠れキリシタンの文化に着想を得て、彼らによって歌い継がれた音楽を使って曲を作成した。また委嘱者の注文を踏まえ、第2楽章に龍笛を使った。題名の「ぐるりよざ」は、長崎生月島に伝わるキリスト教の聖歌"Gloriosa"が訛った言葉である。
初演は1990年2月16日に海上自衛隊佐世保音楽隊が行った。
後述の通り、同名の管弦楽曲が作曲されたため、区別のため「吹奏楽版」と称されることもあるが、これは作曲者が公的に用いているものではない。

## 管弦楽版
正式名称は「管弦楽のための交響詩『ぐるりよざ』」。「管弦楽編曲」と見なされることも多いが、作曲者自身は「管弦楽編曲」とは称していない。「管弦楽版」という呼称も、作曲者が公的に用いているものではない（原曲が吹奏楽曲であることは作曲者も公言している）。初演以降も改訂が行われており、都度改訂版が「初演」されている。
初演版
管弦楽曲として最初に書かれ、初演された版。前記「吹奏楽のための交響詩『ぐるりよざ』」を、楽曲構成・楽曲進行はそのままにし、オーケストレーションのみ管弦楽に変更したものである。1999年、小田野宏之指揮、京都市民管弦楽団（Kyoto Civic Philharmonic、アマチュア団体）によって京都で初演された。その直後、同じ演奏者によりヨーロッパでも演奏された。なお「初演版」は、作曲者による公的な呼称ではない。
2004年改訂版
前記から第1楽章のみ改訂を加えたもの。2004年、高畠浩指揮、新宿交響楽団（アマチュア団体）によって東京で初演された。
2007年改訂版
第2楽章が大幅に改編され、新しく男声合唱が追加された。2008年3月、ダグラス・ボストック指揮、アールガウ交響楽団（Aargau Symphony Orchestra）によってスイスで初演された。日本では同年4月28日、下野竜也指揮、九州交響楽団によって福岡市で初演された。

## 楽曲構成
楽曲は以下の3楽章からなる。
第1楽章「祈り（Oratio）」
聖歌の主題をもとにした変奏曲（シャコンヌ）。変奏は13回行われる。回数の「13」については、キリストの受難の象徴とされる数値に着想を得たとされる。なお、冒頭の男声合唱はオプションであり、全日本吹奏楽連盟主催の吹奏楽コンクール等で演奏する際には、男声合唱を加えなくとも良い。また、加える場合はあくまで「男声」合唱であり、「混声」や「女声」はふさわしくないと作曲者は述べている。
第2楽章「唄（Cantus）」
キリシタンに歌い継がれてきた「さんじゅあん様のうた」を元にしている。この楽章では和楽器の龍笛が使われる。龍笛はピッコロで代用することも可能。筑波大学吹奏楽団による再演や、ノース・テキサス・ウィンド・シンフォニー（North Texas Wind Symphony）による録音の際にはピッコロで演奏された。
第3楽章「祭り（Dies Festus）」
対馬蒙古太鼓のリズムと「長崎ぶらぶら節」の旋律を元にしており、楽章後半ではフーガが形成される。前楽章までの主題や動機も再現され、壮大なクライマックスを築く。

## 出版
吹奏楽版は音楽之友社から出版された。正規の出版以前に吹奏楽専門誌『バンドジャーナル』の付録にスコアが掲載された。管弦楽版も2011年に音楽之友社から出版された。イトーミュージックからはピアノ譜も出版されている。

## 評価
- 伊藤は自著『管楽器の名曲名演奏 独奏、アンサンブルから吹奏楽まで』（音楽之友社、1998年）の中で真っ先にこの曲を紹介している。
- 管弦楽版の存在については初演時より知られており、吹奏楽曲を原曲とした管弦楽曲の例としてしばしば言及されてきた。ただし初演版・2004年改訂版とも、各版の初演時以外、実際に演奏される機会は極めて少なかった。
- 吹奏楽版については、吹奏楽コンクールでもしばしば演奏される。伊藤は、コンクール演奏にあたってのカット・抜粋の方法を具体的に指示している。ただし現実には、これによらない抜粋・カットで演奏される例も多い。作曲者が審査員をつとめたコンクールの場で、意図しない抜粋・カットがなされたこの曲の演奏が行われたこともあった。